# Stockholmsskolan (nationalekonomi)
För Stockholmsskolan inom orgelbyggartraditionen, se Johan Niclas Cahman.
Stockholmsskolan är en benämning på en grupp nationalekonomer verksamma från och med 1930-talet och fyra årtionden framåt. Gemensamt för dessa ekonomer var att de var influerade av den brittiske nationalekonomen John Maynard Keynes och svensken Knut Wicksell. Gruppen hade ett nära samarbete och utbyte av idéer. Ideologiskt sett var de dock inte att betrakta som en enhetlig gruppering, då det fanns företrädare för flera olika tankeriktningar; det förekom ett mått av konstruktiv kritik inom gruppen. Drivande inom gruppen var Gunnar Myrdal, Karin Kock, Bertil Ohlin och Erik Lindahl, men till kretsen brukar även Dag Hammarskjöld, Alf Johansson, Erik Lundberg och Ingvar Svennilson räknas, trots att deras insatser på det nationalekonomiska området varit av varierande intresse för eftervärlden.[källa behövs]
Gruppens namn lanserades av Bertil Ohlin i artikeln "Some notes on the Stockholm theory of savings and investment" i Economic Journal 1937. Detta skedde i direkt respons på att Keynes publicerat sin The general theory on Employment, Interest and Money året innan (1936), och hade till syfte att väcka världens uppmärksamhet på de svenska forskningsresultaten inom ämnet. Skolan lanserade bland annat idén om framtidsförväntningarna och periodanalyser; analyser av förändringar var i fokus redan från början. Två av gruppens medlemmar, professorerna vid Handelshögskolan i Stockholm, Gunnar Myrdal och Bertil Ohlin, fick 1974 respektive 1977 Sveriges Riksbanks pris i ekonomisk vetenskap till Alfred Nobels minne.
Till minnet av skolans femtioårsdag hölls en internationell konferens i Stockholm 1987. Föreläsningarna gavs av Lars Jonung, professor i nationalekonomi vid Handelshögskolan i Stockholm, ut i bokform under titeln The Stockholm School of Economics revisited (Cambridge 1991).

## Galleri

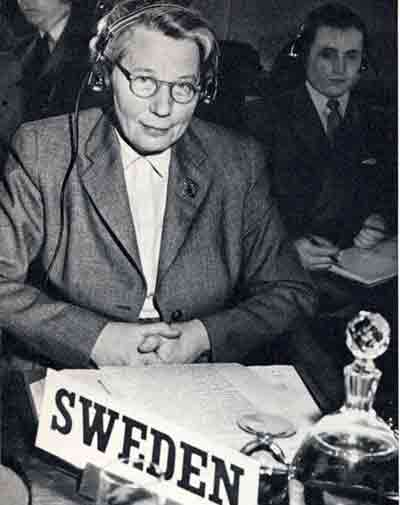
Karin Kock
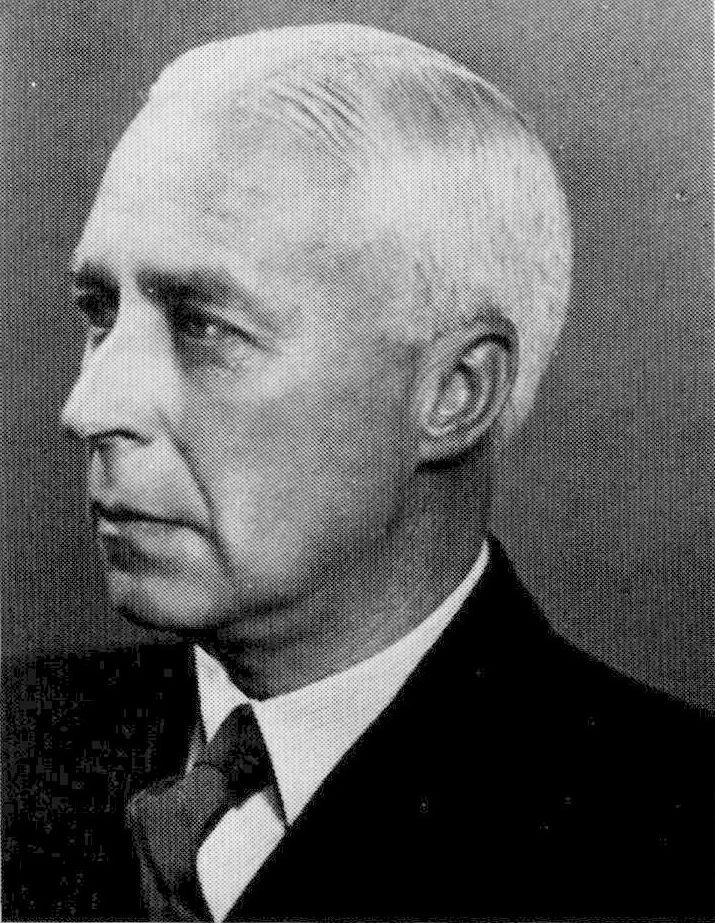
Erik Lindahl
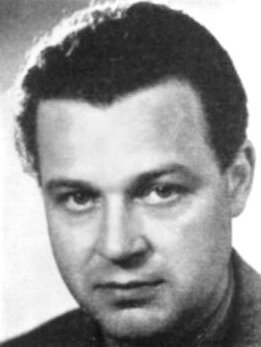
Gunnar Myrdal
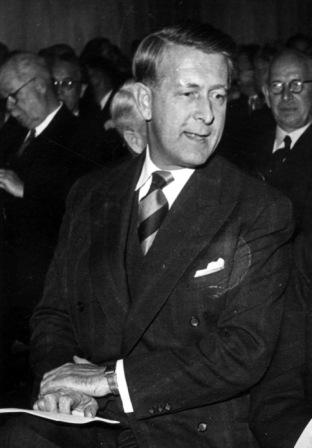
Bertil Ohlin